# Грибушин, Михаил Михайлович
Михаил Михайлович Грибушин (1871—1915) — российский предприниматель, меценат и общественный деятель, представитель пермского купечества; Потомственный почетный гражданин. Короткое время, после смерти брата Сергея, руководил компанией Торговый дом «М. И. Грибушина наследники».

## Биография
Родился в Кунгуре 18 августа 1871 года в семье известного кунгурского купца Михаила Грибушина, члена 1-й гильдии, владевшего магазинами по продаже чая в разных городах России, и его жены — Антонины Ивановны. Был седьмым ребёнком в семье.
Продолжая традиции отца, Михаил Михайлович проявил себя в общественной деятельности. Был членом Комитета по разбору и призрению нищих, Попечительских комитетов Кунгурской женской гимназии и Общественной Зыряновской богадельни, Попечительства детских приютов, Отделения Попечительства о тюрьмах, Городского комитет по квартирному налогу, Учетного комитета Общественного Фоминых банка. Входил в состав комиссий по обустройству городского общественного сада, по обсуждению вопросов о проведении через Кунгур железной дороги, по проверке денежного отчета Городской Управы и ряда других. Кроме того, избирался гласным Кунгурской городской Думы, выдвигался на пост городского головы Кунгура.
8 января 1899 года М. М. Грибушин был избран попечителем Городской общественной библиотеки. На его средства были куплены книжные шкафы, лампы для освещения, приобретены книги и выписаны периодические издания. На рубеже XX века Грибушин был попечителем Четвёртого мужского приходского училища, состоял членом Кунгурского общества пчеловодства. В 1903 году он отказался от звания попечителя общественной библиотеки, в 1906 году заявил о выходе из состава ряда учреждений. Предметом особой заботы для Михаила Михайловича стал Михайло-Антонино-Кирилловский Сиропитательный дом. После смерти отца он вместе с матерью возглавил работы по завершению строительства здания приюта и его обустройству. С января 1901 года он исполнял обязанности казначея, а с 1905 года — старосты домовой церкви. 30 декабря 1911 года Грибушин был утвержден Почетным попечителем этого приюта.
Погиб 8 декабря 1915 года в Кунгуре, застрелившись из-за неурядиц в семейной жизни. Лекари констатировали «самоубийство на почве острого психоза». Был похоронен в фамильном склепе под алтарем домовой церкви Сиропитательного дома (в настоящее время — здание средней школы № 2).

### Семья
Михаил Михайлович был женат на Марии Семеновне Сартаковой (род. 1885) — дочери известного кунгурского купца-кожевника. Их бракосочетание состоялось 25 июля 1901 года. В семье было двое детей: Георгий (род. 23 апреля 1902) и Марионилла (род. 5 января 1905).